# Mont d'Accoddi

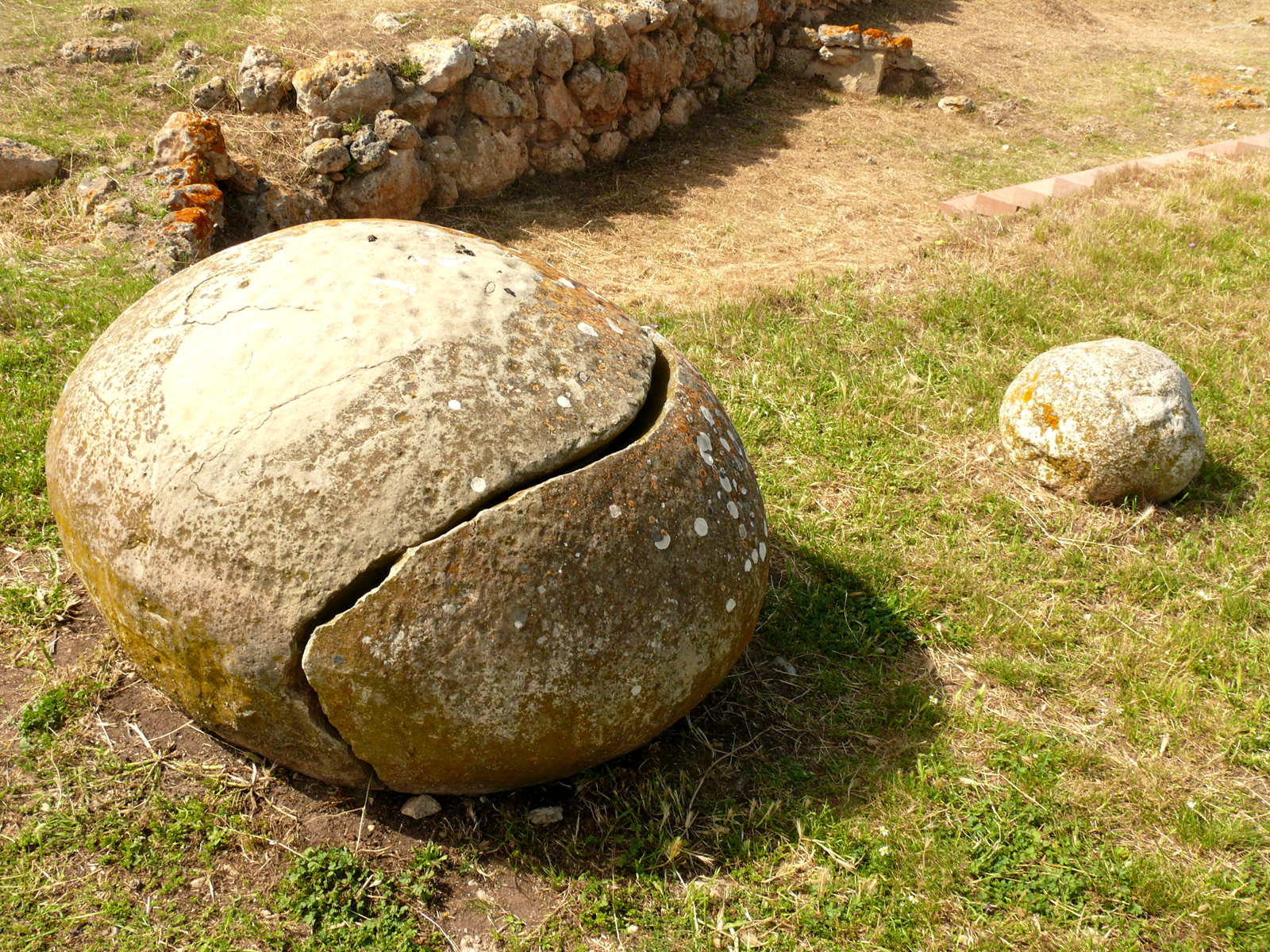
Pierres sphériques

Le mont d'Accoddi (en italien, Monte d'Accoddi) est un site archéologique mégalithique situé en Sardaigne entre Sassari et Porto Torres. La première phase de construction est sans doute contemporaine de la culture d'Ozieri, entre 4300 et 3700 av. J.-C.,,. Le site a été découvert en 1947 et exploré en 1954.
Diversement décrit comme un autel, un temple ou une pyramide, il a été partiellement reconstruit pendant les années 1980.

## Histoire
Le site est unique en son genre dans le bassin méditerranéen. Précédé par des traces de fréquentation se rapportant à l'époque néolithique, il faisait partie d'un ensemble d'époque pré nuragique qui a été développé sur le lieu à partir de la deuxième moitié du IVe millénaire av. J.-C.
La première phase a vu l'établissement de villages composés de cabanes quadrangulaires appartenant à la culture d'Ozieri, d'une nécropole constituée de tombes à hypogée à domus de janas, un probable sanctuaire avec menhir, des plaques en pierre pour les sacrifices ainsi que des sphères en pierre.
Par la suite, des individus appartenant toujours à la culture d'Ozieri ont construit une ample plateforme surélevée à forme de tronc de pyramide de 27 × 27 m et d'une hauteur avoisinant 5,5 m accessible par une rampe.
Sur la plateforme a été érigée une vaste pièce rectangulaire mesurant 12,5 × 7,2 m qui a été identifiée par les archéologues comme une structure templière, connue comme « Temple Rouge » pour la simple raison que la majeure partie de sa surface est de couleur rouge ocre. Néanmoins il y a aussi des traces de couleur jaune et noire.
Au début du IIIe millénaire av. J.-C. le lieu a été probablement abandonné, des traces d'incendie ont été relevées.
Vers l'an 2800 av. J.-C. la structure a été complètement recouverte de remblais constitués de couches alternées de terre, de pierres ainsi que de marne en poudre tassée. Le remblai est retenu par un revêtement extérieur réalisé à l'aide de grands blocs calcaires créant de fait une seconde plateforme pyramidale à gradins de 36 × 29 × 10 m accessible à l'aide d'une seconde rampe de 41,80 m de long, construite au-dessus de l'ancienne.
Ce deuxième sanctuaire, connu sous le nom de « temple à Gradins » qui rappelle les ziggurats mésopotamiennes contemporaines est attribué à la culture d'Abealzu-Filigosa.
Autour de l'autel, s'est développé un village sanctuaire de modestes huttes, parmi lesquelles se distingue celle « de la sorcière », appelée ainsi parce qu'on y a trouvé un vase plein de coquillages, peut-être à des fins amulétiques
Avec l'introduction du concept de « haut lieu », l'objet de culte reste toujours la Déesse Mère, mais l'attention est désormais tournée vers le ciel, et la Déesse n'est pas tellement, ou pas seulement, la Mère-Nature, comme elle l'était auparavant, mais elle est durtout la Dame du Ciel.
L'édifice a conservé sa fonction religieuse durant des siècles et a fini par être abandonné à l'âge du bronze antique.
Vers l'an 1800 av. J.-C. en ruine, il a été utilisé accessoirement pour des inhumations.
Au cours de la Seconde Guerre mondiale, la partie supérieure du site a été endommagée par le creusement de tranchées afin d'installer des batteries antiaériennes.
Les fouilles archéologiques ont été dirigées par les archéologues Ercole Contu (1954-1958) et Santo Tinè (1979-1990).
Au cours des années 1980 le monument a fait l'objet d'une importante restauration avec des interventions de terrassement, déplacement de matériel, reconstructions arbitraires sur la rampe d'accès et placement de diverses pièces archéologiques trouvées dans la zone.
Le site archéologique est inscrit sur la liste du patrimoine mondial en 2025 par l'UNESCO, en tant que partie du bien « Tradition funéraire dans la Sardaigne préhistorique – Les domus de janas ».

## Sources
- (it) Cet article est partiellement ou en totalité issu de l’article de Wikipédia en italien intitulé « Monte d'Accoddi » (voir la liste des auteurs).